# Parmi eux
Parmi eux (花ざかりの君たちへ, Hanazakari no Kimitachi e, plus connu sous l’abréviation Hana-Kimi) est un shōjo manga de Hisaya Nakajo. Il a été prépublié entre 1996 et 2004 dans le magazine Hana to yume et a été compilé en vingt-trois tomes par l’éditeur Hakusensha. La version française est éditée en intégralité par Tonkam. Deux tomes bonus « Hanakimi AfterSchool » sortiront après la fin de la série, le premier en 2010 au Japon et en 2011 chez Tonkam, et le second en 2018. Le premier contient quelques courtes histoires bonus. On y découvre des récits datant d'avant l'arrivée de Mizuki, de pendant sa scolarité ainsi que de la dernière année des garçons après le départ de Mizuki. Le second « AfterSchool » donne des nouvelles des personnages de la série alors devenus jeunes adultes ainsi que quatre chapitres de deux histoires inédites (bien que l'une d'entre elles se déroule sur le lieu de travail de Kayashima). En 2009, différents mangakas rendent eux aussi hommage à la série  et dessinent plusieurs histoires additionnelles mettant en scène Mizuki, Sano et leurs amis. Ces aventures seront réunies dans un volume bonus « Hanakimi Tribute ».
Il a été adapté cinq fois en drama : deux fois pour la télévision japonaise, Hanazakari no Kimitachi e et Hanazakari no Kimitachi e 2011, une fois à Taïwan, Hanazakarino Kimitachihe, une pour la télévision coréenne, To the Beautiful You, et une en Indonésie, Cinderella Boy.

## Résumé
Depuis qu'elle l'a vu sauter gracieusement à la télé, Mizuki Ashiya a pour plus grand rêve de rencontrer son idole Izumi Sano, un ancien champion de saut en hauteur. Prête à tout pour faire sa connaissance, elle convainc ses parents de la laisser quitter les États-Unis pour continuer sa scolarité au Japon. Seul souci : Izumi est dans le lycée Osaka qui est uniquement réservé aux garçons. Qu'à cela ne tienne, rien n’arrête Mizuki ! Elle se coupe les cheveux et se fait purement et simplement passer pour un garçon ! Et lorsqu'après sa première journée de cours, on lui annonce qu’elle se retrouve dans la même chambre que son idole, elle ne pouvait être plus comblée ! Malheureusement, Mizuki se rendra compte que l'Izumi Sano de ses rêves ne correspond pas à exactement à celui de la réalité. Sans compter qu'elle doit faire face à de nombreuses épreuves pour conserver le secret de sa véritable identité...

## Personnages

### Personnages principaux
- Mizuki Ashiya (芦屋 瑞稀, Ashiya Mizuki?) : Mizuki est une jeune fille âgée de 16 ans au tout début de l’histoire. Elle a un demi-frère, Shizuki, et ses parents sont japonais. Ils vivaient au départ tous ensemble en Amérique. Elle est devenue fan de saut en hauteur le jour où elle a aperçu Sano en plein saut à la télévision, lors d’un séjour en famille au Japon. Depuis, elle a pour lui une admiration débordante et après s’être documentée sur lui, elle décide même de partir seule au Japon où elle va jusqu’à intégrer un lycée pour garçons pour être avec lui. C’est une fille impulsive, directe et assez naïve. Sa détermination est sûrement sa plus grande force. En effet, grâce à elle, elle réussit à gagner l'amitié de nombreuses personnes alors que parfois, leurs relations avaient mal commencé (Sano, Julia, Nakao). Mizuki étant une belle jeune fille, elle a les traits fins, ce qui lui vaut d'être dès son arrivée élue idole du lycée d'Osaka. Malgré sa petite taille, elle est également extrêmement rapide et décroche le meilleur temps en sprint de l'école là encore dès son arrivée. Mizuki se confie énormément au docteur Uméda, qui à sa connaissance est censé être le seul au courant de sa supercherie au lycée (elle ne sait pas que Sano qui a tâté sa poitrine et Kayashima qui peut voir les auras l'ont aussi deviné). Elle est physiquement incapable de rester insensible face à une provocation ou un défi et ce même si elle n'en est pas la destinataire première. En effet, plus d'une fois, elle prit la défense de ses amis et ce, même si physiquement parlant, elle était beaucoup plus chétive qu'eux. Lorsque Sano rencontra son frère pour la première fois, il se rendit compte qu'il s'agissait en fait d'un trait de caractère en grande partie héréditaire. En rencontrant ses parents, il comprendra également que sa sempiternelle bonne humeur et ses côtés un peu simplets venaient aussi beaucoup d'eux. Mizuki n'a pas sa langue dans sa poche et avouera dès son arrivée à Osaka la raison de sa venue, ce qui lui vaudra pendant un bref instant d'être prise pour un homosexuel par Sano et ses camarades. Elle se soucie énormément de ses amis, en particulier Sano, et peu facilement se laisser submerger par l'angoisse lorsque ces derniers ont des problèmes, ce qui inquiète parfois Sano. Mizuki a naturellement un don pour attirer la sympathie des gens, si bien que la plupart du temps ces derniers finissent par l'aider. Tout au long du manga, Mizuki ne jure que par Sano et son admiration pour lui se transforme très rapidement en amour mais à l'inverse, elle ne remarquera pas d'elle-même les sentiments de Sano à son égard, songeant qu'il ne l'estimait seulement qu'en tant qu'amie. Elle se sait en effet être une amie proche de ce dernier, voire son meilleur ami car il lui révèle à elle et à elle seule, au fur et à mesure, de nombreux secrets personnels. Lorsqu'elle était jeune, heurtée par les railleries de ses camarades de classe qui prétendaient qu'elle était incapable de s'en sortir seul, Mizuki fit une fugue. Cependant, elle tomba d'inanition et fut recueillie par un jeune homme du nom de Gill qui devint son ami et son tout premier amour. Néanmoins, même si avec le temps, elle continue à être sensible aux contacts physiques du jeune homme (notamment en rougissant lorsqu'il l'embrasse sur la joue en lui disant qu'elle est devenue bien jolie en grandissant), Mizuki continue à voir en Sano son seul et véritable amour. D'ailleurs, Gill, qui avait compris la profondeur des sentiments de Mizuki envers Sano se montrera un brin jaloux et mentit à Sano en prétendant avoir donné à la jeune fille son premier baiser ce qui rendra furieux ce dernier. Mizuki est somnambule, ce qui lui vaut plus d'une fois de se tromper de lit et d’atterrir dans celui de Sano au grand désespoir de ce dernier qui est alors obligé de dormir collé à la fille qu'il aime. De par son origine américaine, Mizuki est bilingue. Sa vivacité et ses traits fins lui vaudront d'être pressentie avec Nakatsu, Sano et Namba pour être mannequin. Sa naïveté fut mise à rude épreuve lorsque dans le tome 3, elle sera victime d'une tentative de viol de la part d'un garçon à qui elle avait accordé sa confiance malgré les mises en garde de son entourage. Néanmoins, Sano la sauva in extrémis  et prit soin d'elle lorsque, traumatisée, elle perdit un instant la raison. L'intrépidité de Mizuki inquiète toujours énormément son entourage comme Julia qui se déplaça exprès d'Amérique jusqu'au Japon pour s'assurer de la situation de son amie ou comme Sano  qui s'inquiète constamment pour elle. Malgré son caractère un peu tête en l'air, Mizuki semble néanmoins assez mature lorsqu'il est question d'argent. En effet, elle révèle à ses amis qu'elle met de côté l'argent donné par ses parents, ce qui l'oblige à rester toujours en quête de petits boulots lorsqu'elle veut se payer quelque chose. Contrairement à Sano, elle tient extrêmement bien l'alcool et aime énormément les choses sucrées. Même si elle ne partage pas les sentiments de Nakatsu à son égard, elle le considère néanmoins comme l'un de ses meilleurs amis et s'inquiète beaucoup pour lui lorsqu'il a des problèmes. Mizuki est considéré dès le début par ce dernier comme son meilleur ami avant qu'il ne tombe carrément amoureux d'elle. Qui plus est, elle deviendra la confidente de Nakao et consolera celui-ci lorsqu'il se fera repousser par Namba. Malgré le caractère égocentrique et narcissique de Nakao qui le fait souvent se quereller avec les autres garçons, ce dernier apprécie énormément la jeune fille qu'il dit être le second plus mignon garçon de l'école après lui. Mizuki est également très appréciée de Namba qui un peu inconsciemment la traite beaucoup comme une fille. De plus, Namba aime se rapprocher d'elle pour embêter Sano et attiser sa jalousie, au grand dam de Mizuki qui à chaque fois se voit déjà subir les foudres de Nakao. À cause de sa nature dynamique et sa bonne humeur, Namba avait voulu léguer le commandement du dortoir à Mizuki lorsqu'il devait quitter le lycée mais la jeune fille retournant en Amérique, ce fut Nakatsu qui endossa le rôle. Après le départ de Mizuki de l'école, les garçons regretteront énormément sa présence, en particulier Nakao, Nakatsu et bien sur Sano. Elle fut particulièrement touchée lorsque, assistant à la remise de diplôme incognito, elle se rendra compte que ses amis avaient eu une pensée pour elle dans leur discours et intégré des photos d'elle dans leur présentation. Plus tard, elle acceptera la demande en mariage de Sano au mariage de Sekime. Le couple prévoit de se marier quand Sano aura terminé ses études universitaires à Berkeley.

- Izumi Sano (佐野 泉, Sano Izumi?): Sano est un ancien champion de saut en hauteur et l'idole de Mizuki. Taciturne et d'un naturel solitaire, il verra au départ d'un mauvais œil l'arrivée de cette dernière dans l'internat car à cause d'elle, il est obligé de partager sa chambre. Qui plus est, la réaction horrifiée de Mizuki en apprenant qu'il a cessé le saut en hauteur l'agaça sérieusement. Il avait alors un sale caractère. De par son attitude froide et sèche, Sano s'éloignait à ce moment-là de l'image idéalisée que Mizuki s'en faisait, une image forgée en se basant sur les interviews du jeune homme. Néanmoins, l'attitude de Sano prit un tournant décisif lorsqu'il se rendit compte que Mizuki était une fille. En effet, cette dernière étant tombée dans les pommes après un coup accidentel de Nakatsu, il fut obligé de la transporter à l'infirmerie et sentit la forme de ses seins sous ses mains. Décidant de garder pour lui cette découverte et de ne même pas en aviser Mizuki, il se montrera dès lors très protecteur vis-à-vis d'elle, une réaction qui le prendra au dépourvu et qui causera au départ quelques tensions entre les deux jeunes gens. Il commencera également à être très jaloux des relations de la jeune fille avec ses camarades masculins et en particulier avec leur chef de dortoir Namba qu'il décrit comme étant un dragueur invétéré et qu'il n'apprécie pas particulièrement. Néanmoins, à partir de cet instant et bien que parfois franchement réticent, il prêtera une grande attention à l'avis de la jeune fille, ce qui rendra jalouse l'ami d'enfance de Sano, Rika qui était amoureuse de lui et qu'il repoussera sans ménagements pour défendre Mizuki. Alors que jusqu'à présent, il refusait de reprendre le saut en hauteur qu'il avait dû abandonner après un accident de voiture et une blessure à la jambe, il décidera de reconquérir son titre de champion de saut en hauteur poussé par l'admiration que Mizuki lui portait. Sano se préoccupe énormément de la sauvegarde du secret de Mizuki, car il sait que s'il venait à être découvert, elle devrait quitter l'école. À cause de l'attitude désinvolte et tête en l'air de cette dernière, il est plus d'une fois obligé d'agir dans l'ombre pour que son secret ne soit pas découvert. En effet, à ce niveau, le caractère calme et réfléchi du jeune homme tempèrent parfaitement les défauts de Mizuki. Pressentant les pétrins dans lesquels le caractère emporté et parfois trop naïf de cette dernière peut la conduire, il déteste la laisser sans surveillance mais comprendra plus tard qu'il aime aussi à la garder près de lui parce qu'il est tombé amoureux d'elle. Il s'avouera définitivement ses sentiments à son égard dans le tome 5 même s'il était d'ores et déjà assez attiré par elle pour l'embrasser dans son sommeil dans le tome 3. Les amis de Sano remarqueront que le caractère de ce dernier s'est considérablement adouci au contact de Mizuki. En effet, il est notable que depuis qu'elle est arrivée dans sa vie, le jeune homme se montre bien plus sociable et expressif, gardant moins ses sentiments pour lui et entretenant de meilleures relations avec ses amis. Ces derniers remarqueront également que Sano a tendance à materner Mizuki. Sano déteste les choses sucrées pouvant tomber carrément dans un état second rien qu'à l'odeur ou à leur vue. Il en fut dégoûté au collège par sa grand-mère qui l'obligeait à manger tous les jours du botamochi (pâte de haricots rouges sucrée) afin de favoriser sa croissance. À côté de cela, Sano ne supporte absolument pas l'alcool. S'il n'en boit ne serait-ce qu'une gorgée, il devient un "démon du baiser" et embrasse tout ce qui bouge, ce qui laissa des souvenirs traumatisants à ses camarades de dortoir. C'est d'ailleurs à cause de cette particularité que Mizuki et Sano auront leur premier baiser même si Sano avait tout oublié le lendemain. Sano est un grand lecteur et un amateur de bain japonais, ce qui le rapprochera du père de Mizuki lui aussi passionné. Il est également extrêmement perspicace, ce qui lui vaut de comprendre avant tout le monde que Nakatsu éprouvait des sentiments pour Mizuki et ce, même si ce dernier la prenait pour un garçon. Néanmoins, malgré son bon sens, il se laisse souvent emporter dans les délires de Mizuki, notamment lorsqu'inquiète ou curieuse, elle décide de prendre ses amis en filature. Sano se lasse vite des gens allant même jusqu'à s'endormir purement et simplement en leur présence et n'importe où mais il avouera à la sœur de Kagurazaka que Mizuki est la seule personne dont il ne se lasse jamais. Il dit souvent vouloir la garder pour lui seul et c'est dans cette optique qu'il répugne à la voir parler à un autre garçon ou à la voir au centre de tous les regards, notamment lorsqu'elle envisagera une carrière de mannequin. Sano ne se rend absolument pas compte de l'énergie sexuelle qu'il renvoie et se montrera très surpris lorsqu'il entendra Mizuki le qualifier de sexy dans son sommeil ou lorsque Nakatsu et Namba le traiteront de bombe sexuelle en voyant ses photos de mannequin. Il entretient une relation quelque peu houleuse avec sa famille, en particulier avec son père même si par la suite et grâce à l'intervention et le soutien de Mizuki leur querelle s’apaisera. Face à son rival de toujours Kagurazaka et son propre frère Shin, il remportera la victoire lors des championnats de saut en hauteur organisés par son père, récupérant ainsi symboliquement sa place de champion (bien que cette compétition n'était en soi pas officielle et que le record se trouvait alors toujours en possession de Kagurazaka). Il avouera franchement ses sentiments à Mizuki quelque temps après la Saint Valentin et ils commenceront à sortir ensemble alors même que Mizuki n'avait toujours pas capté qu'il savait qu'elle était une fille. Lorsque le secret de Mizuki est finalement éventé dans l'école, il la soutiendra jusqu'au bout. Lors du départ de la jeune fille, il lui fit la promesse de venir à sa rencontre la prochaine fois, promesse qu'il tint à la fin de ses études en la rejoignant aux États-Unis. Dans un chapitre bonus, on apprend qu'il demanda la jeune fille en mariage au mariage de Sékimé. Le couple a prévu de se marier quand Sano aura fini ses études à l'Université de Berkeley.

- Shuichi Nakatsu (中津 秀一, Nakatsu Shūichi?) Nakatsu est le meilleur ami auto-proclamé de Mizuki et le premier garçon a vraiment sympathiser avec la jeune fille à son arrivée dans le lycée Osaka. Il est un fan et un très grand joueur de football, le meilleur dans son domaine. Son habileté et ses cheveux décolorés de yankee lui vaudront les surnoms (légèrement auto-attribués) de "Lion Jaune d'Osaka" ou encore de "Jeune Lion Fougueux d'Osaka". D'une certaine manière, son caractère enjoué, naïf et impulsif le rend très similaire à Mizuki, faisant presque de lui son analogue masculin. Les deux s'entendent très bien et se rejoignent souvent pour faire les quatre cent coups ou pour dévaliser la cantine du lycée de ces desserts sucrés. Ils sont tellement proches que Sano, un brin jaloux, se sentira parfois bien exclu. Nakatsu a le cœur sur la main. Il déteste voir Mizuki triste, ce qui l'incite à prendre sa défense dès le premier tome, parfois même contre Sano, dont le comportement assez sec du début avait fait pleurer cette dernière. Son côté tactile lui jouera des tours avec Mizuki, car si au départ ses attouchements se voulaient innocents, il deviendra rapidement sensible au côté féminin dégagé inconsciemment par la jeune fille. Perturbé, il pensera durant une grande partie du manga être gay, ce qui lui vaut de nombreuses prises de tête et crises de panique hilarantes pour le lecteur. Il luttera contre les sentiments qu'il éprouve pour "son meilleur ami", allant même jusqu'à accepter de sortir avec une jeune fille nommée Komari qu'il ne connaissait pas vraiment mais qui lui avait écrit une lettre d'amour. Néanmoins, comprenant qu'il ne pouvait lutter contre son amour pour elle, il avouera franchement à Komari être amoureux de quelqu'un d'autre avant d'entamer un tournant décisif pour son personnage en avouant publiquement son amour pour Mizuki (une nouvelle qui perturbera grandement la jeune fille tout en attisant la jalousie de Sano). A ce moment-là, Nakatsu ne se définit pas vraiment comme étant gay mais comme étant un hétéro qui est tombé accidentellement amoureux de son meilleur ami. Il ne découvrira la vérité sur le sexe de Mizuki que vers la fin, alors qu'à la suite d'un accident, la poitrine de Mizuki avait plus ou moins été mise à nue pour lui donner les premiers soins d'urgence. Nakatsu n'est pas vraiment perspicace en soit mais il le sera néanmoins bien assez pour remarquer avant Mizuki les sentiments de Sano à son égard. Il ira donc voir ce dernier pour mettre au clair ses sentiments et recevra, après Julia, la première déclaration orale d'amour de Sano pour Mizuki. Nakatsu refusera au départ d'abandonner de se battre pour la jeune fille, même s'il sait qu'il se trouve en mauvaise posture puisque Sano aime Mizuki et que de son côté, Mizuki, en plus de le considérer comme son idole, avait clairement des sentiments pour Sano. Il abandonnera finalement la partie, en reconnaissant et encourageant l'amour du futur couple, et se fera consoler par son camarade de chambre Kayashima qui voit les auras et se trouve être très perspicace. En plus de ses déboires amoureux, Nakatsu connaîtra une période sombre lorsqu'il se verra accusé injustement de triche par un professeur acariâtre et dictatorial. Durant cette période difficile, il sera non seulement menacé d'exclusion mais en plus, il verra son rêve sérieusement menacé puisqu'il risquera son avenir de footballeur. Heureusement, il sera sauvé à temps non seulement par l'alliance des trois chefs de dortoirs et la mise en place du "Tribunal des Cerisiers" mais aussi grâce à Sano qui en échange de ses services de mannequins, avait reçu d'un photographe ancien élève d'Osaka des informations sur le passé houleux du petit frère du professeur. La conduite inconsidéré de ce dernier l'ayant mené à la mort, le professeur voulait protéger les élèves en mettant en place une discipline de fer mais il comprendra s'être trompé dans ces méthodes d'éducation et annulera l'exclusion de Nakatsu. Loin d'être rancunier, Nakatsu entretiendra par la suite de cet incident de bon rapport avec ce prof, n'hésitant pas à aller le consulter pour discuter sérieusement de son avenir et prendre son avis en considération. Mizuki se fera également du souci pour lui lorsque sa mère débarquera d'Osaka pour le menacer de le déshériter s'il n'abandonnait pas le foot. Mais Nakatsu refusant d'abandonner, elle acceptera sa décision et Mizuki comprendra alors qu'elle n'avait fait tout ça que pour tester et renforcer la détermination de son fils. À cause de son amour pour elle, Nakatsu est très jaloux lorsqu'il s'agit de Mizuki. Voilà pourquoi, il prendra Gill et Julia, la meilleure amie de Mizuki, en grippe, surtout lorsque cette dernière pour tester la réaction de Sano, prétendra être la petite amie de Mizuki. Néanmoins, en dépit de son antipathie à son égard, Nakatsu la « consolera » à sa manière quand elle se trouvera soucieuse. Une fois le secret de Mizuki éventé, il restera à 100 % de son côté au même titre que Sano. Comme la jeune fille avait décidé de rentrer en Amérique, ce sera lui qui endossera la fonction de chef du dortoir 2 après Namba, ce qui lui ira comme un gant puisqu'il sait être jovial et à l'écoute des problèmes des autres. Au mariage de Sékime, quand toute la clique d'amis se retrouvera après quelques années de séparation, ses amis trouveront que Nakatsu n'a pas vraiment changé (puisqu'il saute directement sur Mizuki pour la prendre dans ses bras) en dépit de son statut de star du foot.

### Personnages secondaires
- Minami Nanba
- Senri Nakao
- Hokuto Umeda
- Yujiro le chien
- Julia Maxwell
- Masao Himejima
- Megumi Tennoji
- Noé Shinji
- Kyogo Sékimé
- Taiki Kayashima
- Rio Umeda
- Io Umeda
- Shin Sano
- Akiha
- Profs, élèves, autres
- Étudiant de Seconde Année du 3e dortoir, ami avec Yao
- Membre du Club de Danse
- St. Blossoms High School
- Les familles des protagonistes

## Manga
La série a débuté dans le magazine shōjo Hana to yume numéro 20 de l'année 1996 et s'est terminée dans le numéro 18 de l'année 2004. Le premier volume relié est sorti le 18 avril 1997 et le vingt-troisième et dernier le 19 novembre 2004. Plusieurs chapitres ont ensuite été publiés en 2010, et un volume supplémentaire nommé Hanazakari no Kimitachi e: After School est ensuite publié le 17 septembre 2010. Une réédition en douze tomes comportant des nouvelles couvertures a ensuite été éditée entre juin et septembre 2007. Un ouvrage hommage nommé Parmi eux Tribute est sorti à l'occasion des 35 ans du magazine de prépublication.
La version française a été prépubliée partiellement dans le magazine Magnolia, puis éditée en intégralité par Tonkam en édition simple et deluxe,. L'ouvrage hommage est également paru. La série est également éditée en Amérique du Nord par VIZ Media, en Allemagne par Carlsen et en Italie par Dynit.

## Drama
La série a été adaptée en cinq drama :
- Cinderella Boy, version indonésienne;
- Hanazakarino Kimitachihe, version taïwanaise;
- Hanazakari no Kimitachi e, composé de douze épisodes, a été diffusé sur Fuji TV du 3 juillet au 18 septembre 2007[20] ;
- Hanazakari no Kimitachi e 2011, composé de onze épisodes, a été diffusé sur Fuji TV du 10 juillet au 18 septembre 2011[21] ;
- To the Beautiful You, adaptation coréenne diffusée à partir du 15 août 2012[22].

## Réception
En 2006, le tirage total de la série s'élevait à 11 millions d'exemplaires.